# Арон
Арон је у јеврејској традицији Мојсијев брат.Први пут је споменут у приповести о Мојсијевом виђењу на брду Хорив (Из 4, 14) када га је Јахве назначио за Мојсијевог помоћника. Јахве је након тога назначио њега и његове наследнике свештеницима (Из 28 и 29; Бр 8 и 18) упркос његовом учешћу у прављењу златног телета (Изл. 32, 1-6). Сила његовог свештеничког посредовања је наглашена у причи о заустављању заразе (Бр 17, 1 - 8). Ароново свештенство, чији је главни задатак био приношење жртава прихватљивих Богу, дао му је јединствени положај. Он је био глава својих синова и Левита. Он сам је приносио тамјан у Светињи над Светињама и посредовао између Бога и људи. И, он је попут краља био помазан и крунисан дијадемом и тиаром (Изл. 28).
У хришћанској теологији он је прототип Христа. Овако схваћен, Арон је, у посланици Јеврејима у којој је наглашена надмоћност голготске жртве над жртвовањем животиња које је вршило ароновско свештенство био замењен Христом.

## Библијски наратив
Према Књизи Изласка, Арон је прво функционисао као Мојсијев помоћник. Пошто се Мојсије жалио да не може добро да говори, Бог је именовао Арона за Мојсијевог „пророка“. На Мојсијеву заповест, пустио је да се његов штап претвори у змију. Затим је испружио свој штап да би нанео прва три зла. После тога, Мојсије је имао тенденцију да делује и говори у своје име.
Током путовања у пустињи, Арон није увек био истакнут или активан. У бици са Амаликом, изабран је са Хуром да подупре Мојсијеву руку која је држала „штап Божји“. Када је откривење дато Мојсију на гори Синај, он је предводио друге делове Израела који су пратили Мојсија на путу до врха. Међутим, док је Исус Навин ишао са Мојсијем на врх, Арон и Хур су остали доле да брину о људима. Одавде у Изласку, Левитској и Бројевима, Исус Навин се појављује у улози Мојсијевог помоћника, док Арон функционише као први првосвештеник.

### Сукоби
Арон игра водећу улогу у неколико прича о сукобима током израелских лутања пустињом. Током дужег Мојсијевог одсуства на гори Синај, људи су испровоцирали Арона да направи златно теле. Овај инцидент је скоро натерао Бога да уништи Израелце. Мојсије је успешно интервенисао, али је потом повео лојалне левите да погубе многе кривце; куга је захватила оне који су остали. Арон је, међутим, избегао казну за своју улогу у афери, због Мојсијевог посредовања према Поновљеним законима 9:20. Каснија препричавања ове приче скоро увек оправдавају Арона за његову улогу. На пример, у рабинским изворима и у Курану, Арон није био стваралац идола и по повратку Мојсија молио га је за помиловање јер се осећао смртно угроженим од Израелаца.
На дан Ароновог посвећења, његови најстарији синови, Надав и Авију, спаљени су божанском ватром јер су приносили „чудан“ тамјан. Већина тумача мисли да ова прича одражава сукоб између свештеничких породица неко време у прошлости Израела. Други тврде да прича једноставно показује шта се може догодити ако свештеници не следе Божија упутства дата преко Мојсија.

### Смрт
Арону, као и Мојсију, није било дозвољено да уђе у Ханан са Израиљцима јер су два брата показала нестрпљење у Мериби (Кадеш) у последњој години пустињског ходочашћа, када је Мојсије изнео воду из стене да се угаси народна жеђ. Иако им је било наређено да разговарају са стеном, Мојсије ју је два пута ударио штапом, што је конструисано да показује недостатак поштовања према Господу.
Постоје два извештаја о Ароновој смрти у Тори. Бројеви кажу да се убрзо након инцидента у Мериби, Арон са својим сином Елеазаром и Мојсијем попео на гору Хор. Тамо је Мојсије скинуо Арону свештеничку одећу и пренео је Елеазару. Арон је умро на врху планине, а народ је туговао за њим тридесет дана.
Други извештај се налази у Поновљени закони 10:6, где је Арон умро у Мосери и био сахрањен. Постоји значајна количина путовања између ове две тачке, пошто план пута у Бројевима 33:31–37 бележи седам етапа између Мосерота (Мосера) и планине Хор. Арон је умро 1. августа и имао је 123 године у време смрти.

## У религијама

### Хришћанство
У православним и маронитским црквама, Арон се поштује као светац чији се празник дели са његовим братом Мојсијем и слави се 4. септембра. Оне цркве које прате традиционални јулијански календар славе овај дан 17. септембра савременог грегоријанског календара. Арон се такође са осталим старозаветним светитељима помиње у недељу Светих Отаца, недељу пред Божић.
Арон се обележава као један од светих праотаца у календару светаца Јерменске апостолске цркве 30. јула. Спомен се обележава 1. јула у савременом латинском календару и у сиријском календару.

### Мормонска црква
У Цркви Исуса Христа светаца последњих дана, Аронов ред је нижи ред свештенства, који се састоји од степена (од најнижег до највишег) ђакона, учитеља и свештеника. Главна служба Ароновог свештенства је председавајућа епископија; поглавар свештенства је епископ. Свако одељење укључује кворум од једног или више чланова сваке службе Ароновог свештенства.
У Христовој заједници, Аронов ред свештенства се сматра додатком Мелхиседековом реду и састоји се од свештенства ђакона, учитеља и свештеника. Иако се разликују у одговорностима, ове службе, заједно са службама Мелхисидековог реда, сматрају се једнакима пред Богом.

### Ислам
Арон (арапски: هارون, Харун) се помиње у Курану као Божији пророк. Куран више пута хвали Арона, називајући га „слугом верујућим“, као и оним који је „вођен“ и једним од „победника“. Арон је важан у исламу због своје улоге у догађајима Егзодуса (Књига Изласка), у којима је, према Курану и исламском веровању, проповедао са својим старијим братом, Мојсијем, фараону из Егзодуса.
Аронов значај у исламу, међутим, није ограничен на његову улогу Мојсијевог помагача. Исламска традиција такође даје Арону улогу патријарха, јер традиција бележи да је свештеничко порекло дошло преко Аронове лозе, која је обухватала читав дом Амран.